# Reggina Calcio 1988-1989
Questa voce raccoglie le informazioni riguardanti la Reggina Calcio nelle competizioni ufficiali della stagione 1988-1989.

## Stagione
Nella stagione 1988-1989 la squadra amaranto, allenata per il secondo anno consecutivo da Nevio Scala e dal preparatore atletico Ivan Carminati, ha concluso il campionato in quinta posizione a pari punti (44) con la quarta e la sesta, il Cosenza. Grazie al piazzamento conseguito, ha ottenuto la possibilità di disputare lo spareggio promozione per la Serie A contro la Cremonese. Lo spareggio disputato a Pescara il 25 giugno 1989, con un seguito di circa 23 000 tifosi reggini, vede la vittoria della Cremonese ai rigori grazie alla trasformazione decisiva di Attilio Lombardo dopo l'errore dal dischetto di Pietro Armenise. La serie dei rigori della Reggina fu la seguente: Onorato parato, Raggi gol, Sasso gol, Bagnato gol, Armenise parato; per la Cremonese: Bivi gol, Chiorri fuori, Maspero gol, Citterio gol, Lombardo gol.

Da sinistra: l'allenatore Nevio Scala e il libero Rosario Sasso

La stagione regolare dei calabresi si è conclusa con 44 punti, frutto di 13 vittorie 18 pareggi e 7 sconfitte, reti fatte 33 reti subite 31. La gara Reggina-Empoli (0-0) si è giocata in campo neutro a Catania in quanto il comunale era stato squalificato per un turno nella gara Reggina-Licata (2-1) del 21 maggio 1989, per una bottiglietta arrivata sul petto dell'arbitro Marcello Nicchi. La gara con i toscani terminò a reti inviolate, ma la Reggina aveva segnato con Attrice un gol regolare, rivisto poi in tv e dopo anni commentato dall'arbitro di allora, Pierluigi Pairetto, che ha ammesso il suo errore. Con quella rete regolare la Reggina non avrebbe fatto lo spareggio ma sarebbe salita in A direttamente.
Nella Coppa Italia la Reggina ha disputato prima del campionato, il primo girone della prima fase della manifestazione, ottenendo 2 vittorie, 1 pareggio e 2 sconfitte, nel girone che ha promosso alla seconda fase l'Ascoli, l'Inter ed il Brescia.

## Divise e sponsor
Il fornitore tecnico per la stagione 1988-1989 è Adidas, mentre lo sponsor della maglia è l'azienda Balocco.
| Casa | Trasferta |

## Rosa
| N. |                   | Ruolo | Calciatore               |
| -- | ----------------- | ----- | ------------------------ |
| -  | Italia (bandiera) | P     | Stefano Dadina           |
| -  | Italia (bandiera) | P     | Mauro Rosin              |
| -  | Italia (bandiera) | D     | Vincenzo Attrice         |
| -  | Italia (bandiera) | D     | Giuseppe Bagnato         |
| -  | Italia (bandiera) | D     | Paolo Danzè              |
| -  | Italia (bandiera) | D     | Rocco De Marco           |
| -  | Italia (bandiera) | D     | Rosario Pergolizzi       |
| -  | Italia (bandiera) | D     | Giovanni Francesco Pozza |
| -  | Italia (bandiera) | D     | Rosario Sasso            |
| -  | Italia (bandiera) | C     | Pietro Armenise          |
| -  | Italia (bandiera) | C     | Tarcisio Catanese        |

| N. |                   | Ruolo | Calciatore            |
| -- | ----------------- | ----- | --------------------- |
| -  | Italia (bandiera) | C     | Rocco Cotroneo        |
| -  | Italia (bandiera) | C     | Giampaolo Gheller     |
| -  | Italia (bandiera) | C     | Giovanni Ivano Guerra |
| -  | Italia (bandiera) | C     | Massimo Mariotto      |
| -  | Italia (bandiera) | C     | Massimo Orlando       |
| -  | Italia (bandiera) | C     | Maurizio Raggi        |
| -  | Italia (bandiera) | C     | Alessandro Toffoli    |
| -  | Italia (bandiera) | A     | Giorgio Lunerti       |
| -  | Italia (bandiera) | A     | Vincenzo Onorato      |
| -  | Italia (bandiera) | A     | Alex Visentin         |
| -  | Italia (bandiera) | A     | Diego Zanin           |

## Risultati

### Serie B

#### Girone di andata
| Arbitro: | Fabricatore (Roma) |

|                       |           |              |
| Mariotto 8’ Zanin 47’ | Marcatori | 88’ De Vitis |

| Arbitro: | Beschin (Legnago) |

|                                   |           |  |
| Briaschi 31’ Nappi 68’ Eranio 89’ | Marcatori |  |

| Arbitro: | Sguizzato (Verona) |

|           |           |             |
| Zanin 17’ | Marcatori | 20’ Monelli |

| Avellino 2 ottobre 1988, ore 14:30 4ª giornata | Avellino           | 0 – 0 referto | Reggina | Stadio Partenio (7 000 spett.)\| Arbitro: \| Acri (Novi Ligure) \| |
| Arbitro:                                       | Acri (Novi Ligure) |               |         |                                                                    |

| Arbitro: | Pucci (Firenze) |

|                           |           |  |
| Armenise 38’ Catanese 77’ | Marcatori |  |

| Arbitro: | Satariano (Palermo) |

|              |           |             |
| Fioretti 53’ | Marcatori | 45’ Onorato |

| Arbitro: | Nicchi (Arezzo) |

|                                            |           |             |
| Padovano 61’ De Marco 72’ (Aut.) Brogi 90’ | Marcatori | 57’ Onorato |

| Reggio Calabria 30 ottobre 1988, ore 14:30 8ª giornata | Reggina           | 0 – 0 | Piacenza | Stadio Comunale (10 000 spett.)\| Arbitro: \| Dal Forno (Ivrea) \| |
| Arbitro:                                               | Dal Forno (Ivrea) |       |          |                                                                    |

| Arbitro: | Bailo (Novi Ligure) |

|              |           |           |
| Bruniera 42’ | Marcatori | 58’ Zanin |

| Arbitro: | Stafoggia (Pesaro) |

|              |           |  |
| Catanese 76’ | Marcatori |  |

| Arbitro: | Quartuccio (Torre Annunziata) |

|                 |           |           |
| Sasso 2’ (aut.) | Marcatori | 20’ Raggi |

| Reggio Calabria 27 novembre 1988, ore 14:30 12ª giornata | Reggina            | 0 – 0 | Catanzaro | Stadio Comunale (15 000 spett.)\| Arbitro: \| Felicani (Bologna) \| |
| Arbitro:                                                 | Felicani (Bologna) |       |           |                                                                     |

| San Benedetto del Tronto 4 dicembre 1988, ore 14:30 13ª giornata | Sambenedettese       | 0 – 0 | Reggina | Stadio Riviera delle Palme (6 500 spett.)\| Arbitro: \| Trentalange (Torino) \| |
| Arbitro:                                                         | Trentalange (Torino) |       |         |                                                                                 |

| Arbitro: | Boemo (Cervignano del Friuli) |

|  |           |             |
|  | Marcatori | 67’ Minotti |

| Arbitro: | Quartuccio (Torre Annunziata) |

|           |           |             |
| Sorce 74’ | Marcatori | 29’ Onorato |

| Arbitro: | Pairetto (Torino) |

|              |           |  |
| Catanese 62’ | Marcatori |  |

| Arbitro: | Guidi (Bologna) |

|                      |           |  |
| Baiano 21’, 26’, 77’ | Marcatori |  |

| Arbitro: | Fabricatore (Roma) |

|            |           |  |
| Onorato 3’ | Marcatori |  |

| Arbitro: | Bailo (Novi Ligure) |

|            |           |             |
| Ciocci 75’ | Marcatori | 38’ Attrice |

#### Girone di ritorno
| Udine 29 gennaio 1989, ore 14:30 20ª giornata | Udinese           | 0 – 0 referto | Reggina | Stadio Friuli (12 000 spett.)\| Arbitro: \| Frigerio (Milano) \| |
| Arbitro:                                      | Frigerio (Milano) |               |         |                                                                  |

| Reggio Calabria 5 febbraio 1989, ore 14:30 21ª giornata | Reggina                   | 0 – 0 referto | Genoa | Stadio Comunale (10 000 spett.)\| Arbitro: \| Piero Ceccarini (Livorno) \| |
| Arbitro:                                                | Piero Ceccarini (Livorno) |               |       |                                                                            |

| Arbitro: | Quartuccio (Torre Annunziata) |

|                    |           |             |
| Maiellaro 46’, 59’ | Marcatori | 31’ Onorato |

| Reggio Calabria 26 febbraio 1989, ore 14:30 23ª giornata | Reggina           | 0 – 0 referto | Avellino | Stadio Comunale (10 000 spett.)\| Arbitro: \| Beschin (Legnago) \| |
| Arbitro:                                                 | Beschin (Legnago) |               |          |                                                                    |

| Arbitro: | Stafoggia (Pesaro) |

|                                 |           |                       |
| Attrice 3’ (aut.) Casiraghi 62’ | Marcatori | 45’ Sasso 80’ Attrice |

| Arbitro: | Frattin (Castelfranco Veneto) |

|                                     |           |            |
| Attrice 68’ Onorato 84’ Orlando 86’ | Marcatori | 40’ Soncin |

| Reggio Calabria 19 marzo 1989, ore 14:30 26ª giornata | Reggina             | 0 – 0 referto | Cosenza | Stadio Comunale (14 500 spett.)\| Arbitro: \| Coppetelli (Tivoli) \| |
| Arbitro:                                              | Coppetelli (Tivoli) |               |         |                                                                      |

| Arbitro: | Sanguineti (Chiavari) |

|  |           |          |
|  | Marcatori | 9’ Raggi |

| Arbitro: | Boggi (Salerno) |

|           |           |                |
| Sasso 85’ | Marcatori | 57’ De Martino |

| Arbitro: | Ceccarini (Livorno) |

|  |           |                        |
|  | Marcatori | 66’ Raggi 88’ Armenise |

| Arbitro: | Trentalange (Torino) |

|                    |           |  |
| Onorato 83’ (rig.) | Marcatori |  |

| Arbitro: | Cornieti (Forlì) |

|            |           |                  |
| Miceli 41’ | Marcatori | 17’, 69’ Onorato |

| Arbitro: | Boggi (Salerno) |

|                     |           |            |
| Zanin 41’ Sasso 65’ | Marcatori | 25’ Valoti |

| Arbitro: | Ceccarini (Livorno) |

|                                 |           |  |
| Osio 19’ Gambaro 58’ Fiorin 88’ | Marcatori |  |

| Arbitro: | Nicchi (Arezzo) |

|                          |           |           |
| Catanese 35’ Bagnato 75’ | Marcatori | 70’ Sorce |

| Arbitro: | Pairetto (Torino) |

|                             |           |                    |
| Mossini 4’ S. Schillaci 61’ | Marcatori | 16’ (aut.) Mossini |

| Catania 4 giugno 1989, ore 14:30 36ª giornata | Reggina                | 0 – 0 referto | Empoli | Stadio Cibali (7 000 spett.)\| Arbitro: \| Romeo Paparesta (Bari) \| |
| Arbitro:                                      | Romeo Paparesta (Bari) |               |        |                                                                      |

| Cremona 11 giugno 1989, ore 14:30 37ª giornata | Cremonese     | 0 – 0 referto | Reggina | Stadio Giovanni Zini (12 000 spett.)\| Arbitro: \| Longhi (Roma) \| |
| Arbitro:                                       | Longhi (Roma) |               |         |                                                                     |

| Arbitro: | Felicani (Bologna) |

|          |           |  |
| Raggi 8’ | Marcatori |  |

#### Spareggio promozione
| Arbitro: | Pairetto (Torino) |

|                                        |                      |                                      |
| Bivi Chiorri Maspero Citterio Lombardo | Tiri di rigore 4 – 3 | Onorato Raggi Sasso Bagnato Armenise |

### Coppa Italia

#### Primo turno
| Arbitro: | Pucci (Firenze) |

|                                   |           |  |
| Aloisi 22’ Giovannelli 48’ (Rig.) | Marcatori |  |

| Reggio Calabria 28 agosto 1988 2ª giornata | Reggina            | 0 – 0 | Parma | Stadio Comunale (3 500 spett.)\| Arbitro: \| Stafoggia (Pesaro) \| |
| Arbitro:                                   | Stafoggia (Pesaro) |       |       |                                                                    |

| Arbitro: | Quartuccio (Torre Annunziata) |

|                              |           |             |
| Lunerti 49’, 88’ Bagnato 73’ | Marcatori | 71’ Cecconi |

| Arbitro: | Felicani (Bologna) |

|                                   |           |  |
| Serena 23’, 43’ (rig.) Ciocci 72’ | Marcatori |  |

| Arbitro: | Ceccarini (Livorno) |

|                     |           |  |
| Sasso 44’ Zanin 83’ | Marcatori |  |

## Statistiche

### Statistiche dei giocatori
| Giocatore     | Serie B  | Serie B | Serie B     | Serie B    | Coppa Italia | Coppa Italia | Coppa Italia | Coppa Italia | Totale   | Totale | Totale      | Totale     |
| Giocatore     | Presenze | Reti    | Ammonizioni | Espulsioni | Presenze     | Reti         | Ammonizioni  | Espulsioni   | Presenze | Reti   | Ammonizioni | Espulsioni |
| ------------- | -------- | ------- | ----------- | ---------- | ------------ | ------------ | ------------ | ------------ | -------- | ------ | ----------- | ---------- |
| M. Rosin      | 38 (+1)  | 31      | -           | 0          | 5            | 6            | 0            | 0            | 44       | 37     | 0           | 0          |
| G. Bagnato    | 37 (+1)  | 1 (+1)  | -           | 0          | 5            | 1            | 0            | 0            | 43       | 3      | 0           | 0          |
| V. Attrice    | 33 (+1)  | 3       | 0           | 0          | 5            | 0            | 0            | 0            | 39       | 3      | 0           | 0          |
| P. Armenise   | 32 (+1)  | 2       | 0           | 0          | 5            | 0            | 0            | 0            | 38       | 2      | 0           | 0          |
| R. Sasso      | 32 (+1)  | 3 (+1)  | 0           | 0          | 5            | 1            | 0            | 0            | 38       | 5      | 0           | 0          |
| M. Mariotto   | 32 (+1)  | 1       | 0           | 0          | 5            | 0            | 0            | 0            | 38       | 1      | 0           | 0          |
| D. Zanin      | 25 (+1)  | 4       | 0           | 0          | 5            | 1            | 0            | 0            | 31       | 5      | 0           | 0          |
| M. Raggi      | 22 (+1)  | 4 (+1)  | 0           | 0          | 5            | 0            | 0            | 0            | 28       | 5      | 0           | 0          |
| G. Guerra     | 23       | 0       | 0           | 0          | 2            | 0            | 0            | 0            | 25       | 0      | 0           | 0          |
| T. Catanese   | 32 (+1)  | 4       | 0           | 0          | 5            | 0            | 0            | 0            | 38       | 4      | 0           | 0          |
| G. Pozza      | 14       | 0       | 0           | 0          | 0            | 0            | 0            | 0            | 14       | 0      | 0           | 0          |
| G. Lunerti    | 7        | 0       | 0           | 0          | 5            | 2            | 0            | 0            | 12       | 2      | 0           | 0          |
| V. Onorato    | 35 (+1)  | 9       | 0           | 0          | 5            | 0            | 0            | 0            | 41       | 9      | 0           | 0          |
| R. Pergolizzi | 15       | 0       | 0           | 0          | 2            | 0            | 0            | 0            | 17       | 0      | 0           | 0          |
| S. Dadina     | 0        | 0       | 0           | 0          | 0            | 0            | 0            | 0            | 0        | 0      | 0           | 0          |
| A. Visentin   | 7        | 0       | 0           | 0          | 0            | 0            | 0            | 0            | 7        | 0      | 0           | 0          |
| M. Orlando    | 20 (+1)  | 1       | 0           | 0          | 0            | 0            | 0            | 0            | 21       | 1      | 0           | 0          |
| A. Toffoli    | 14       | 0       | 0           | 0          | 0            | 0            | 0            | 0            | 14       | 0      | 0           | 0          |
| R. De Marco   | 33 (+1)  | 0       | 0           | 0          | 0            | 0            | 0            | 0            | 34       | 0      | 0           | 0          |
| R. Cotroneo   | 10       | 0       | 0           | 0          | 0            | 0            | 0            | 0            | 10       | 0      | 0           | 0          |
| P. Danzè      | 10       | 0       | 0           | 0          | 0            | 0            | 0            | 0            | 10       | 0      | 0           | 0          |